# Katlanos
Katlanos (1899-ig Hornya, szlovákul: Horňa) község Szlovákiában, a Kassai kerület Szobránci járásában.

## Fekvése
Szobránctól 2 km-re északkeletre, a Szobránc-patak partján, Szobráncfürdő szomszédságában fekszik.

## Története
1282-ben említik először.
A 18. század végén, 1799-ben Vályi András így ír róla: „HORNYA. Felsőfalu, Aiszdorf. Elegyes tót falu Ungvár Várm. lakosai ó hitűek, fekszik a’ Sobrántzi járásban, Tibének filiája, határja középszerű, valamint vagyonnyai is.”
Fényes Elek 1851-ben kiadott geográfiai szótárában így ír a faluról: „Hornya, orosz-tót falu, Ungh vármegyében, a szobránczi fördők szomszédságában: 114 római, 338 g. kath., 5 zsidó lak. F. u. gr. Buttler János örök., és Pongrácz.”
A trianoni diktátumig Ung vármegye Szobránci járásához tartozott, majd az újonnan létrehozott csehszlovák államhoz csatolták. 1938 és 1945 között ismét Magyarország része.

## Népessége
| Év:            | 1994. | 2004.   | 2014.   | 2024.   |
| -------------- | ----- | ------- | ------- | ------- |
| Emberek száma: | 382   | 388     | 355     | 325     |
| Eltérés:       |       | +1,57 % | -8,50 % | -8,45 % |

| Év:            | 2023. | 2024.   |
| -------------- | ----- | ------- |
| Emberek száma: | 322   | 325     |
| Eltérés:       |       | +0,93 % |

1910-ben 569, túlnyomórészt szlovák anyanyelvű lakosa volt.
2003-ban 384 lakosa volt.
2011-ben 378 lakosából 333 szlovák volt.